# Porsche 550
Porsche 550 – samochód sportowy produkowany przez Porsche w latach 1953–1957.

## Historia
W oparciu o model Porsche 356, który został zaprojektowany przez Ferry'ego Porsche, i prototypy Roadster testowane przez Waltera Glöcklera od 1951, fabryka zdecydowała się zbudować samochód, który będzie skonstruowany specjalnie do wyścigów. Model 550 Spyder został zaprezentowany podczas Paris Auto Show w 1953 roku. Wyraźnie obniżona konstrukcja miała na celu zwiększenie wydajności podczas wyścigów. To właśnie tym modelem Hans Herrmann, były niemiecki kierowca Formuły 1 przejechał w ostatnich sekundach pod zamkniętym szlabanem przed pędzącym pociągiem w Mille Miglia w 1954.

### Historia wyścigów
Po uzyskaniu sponsorów w 1953 roku Huschke von Hanstein wysłał dwa modele 550 do udziału w meksykańskim rajdzie Carrera Panamericana. Za kierownicą pierwszego znalazł się Karl Kling, ubiegłoroczny zwycięzca tego wyścigu, a drugi samochód trafił w ręce Hansa Herrmanna. W tym samym wyścigu wzięły również udział dwa modele 550 sprzedane do Gwatemali, sterowane przez Jose Herrarte i Jaroslava Juhana. Zarówno Kling, jak i Herrmann nie ukończyli wyścigu, jednakże zwycięstwo w klasie małych samochodów przypadło Jose Herrarte na 550 Coupe.
Pierwszym znaczącym wyścigiem z udziałem tego modelu był Mille Miglia roku 1954, w którym wystąpił Spyder z silnikiem 547 kierowany przez Hansa Herrmanna. Na drugim fotelu zasiadał Herbert Linge. To właśnie podczas tego wyścigu miała miejsce niebezpieczna przygoda, która obrosła w swoistą legendę. Nie mając możliwości wyhamowania, Herrmann dał znak Lingemu, aby ten pochylił głowę, decydując się przejechać pod zamkniętym szlabanem, tuż przed nadjeżdżającym pociągiem. Załodze udało się zwyciężyć w klasie 1500 cm3, zdobywając tym samym w klasyfikacji generalnej 6. miejsce.
Podczas Le Mans 1954 Porsche wystawiło cztery Spydery, trzy z silnikiem 1500 i jeden z 1100. Ze względu na problemy z tłokiem odpadły dwa Spyder 1500. Gdy na 5 godzin przed końcem do boksu z tego samego powodu zjechał ostatni, podjęto decyzję o wycięciu jednego tłoka. W klasie 1500 na torze prócz osłabionego Porsche zostały dwa samochody OSCA z niewielką przewagą. Oba wypadły z trasy z powodu śliskiej nawierzchni, dzięki czemu pomimo osłabionego silnika Porsche zwyciężyło w swojej klasie, podobnie jak Porsche z silnikiem 1100. Jak ustalono później, problemy wynikały ze złego ustawienia zapłonu skutkującego przegrzewaniem się.
Dopracowany już model dwa tygodnie później zaczął swoje pasmo zwycięstw wygrywając 12-godzinny w Rheims, a następnie zajmując pierwsze cztery miejsca w wyścigu samochodów sportowych na Nürburgring przed Grand Prix Niemiec.

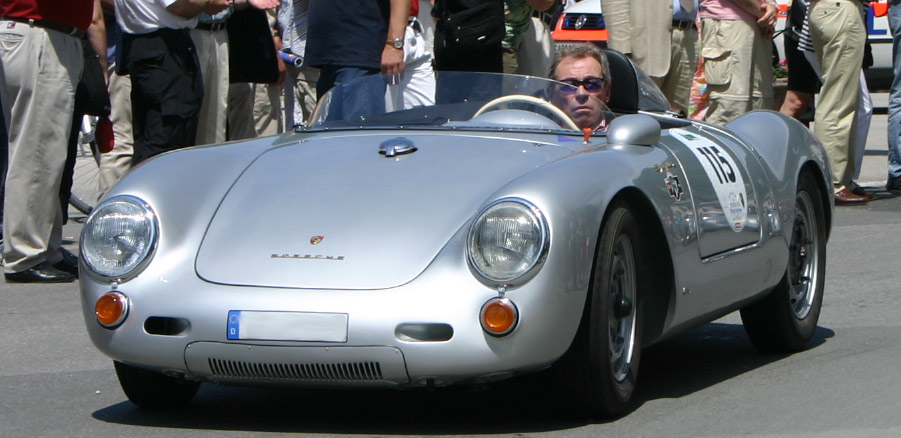
Porsche 550 RS

### 550 Spyder RS
Po przegranej o prawie 20s z Maserati 1500 podczas 500 kilometrowego wyścigu na Nürburgring inżynierowie z Zuffenhausen zadecydowali o wprowadzeniu modyfikacji. Udoskonalony model, o usztywnionym nadwoziu, wymienionej skrzyni biegów, silniku 130KM, przeprojektowaną ramą i masą zredukowaną o blisko 40 kg, uzyskał oznaczenie 550 Spyder RS (Rennsport).

### 550 Spyder RSK
Kolejna generacja modelu 550 pojawiła się w drugiej połowie 1957 roku. Miała ona identyczny rozstaw osi co RS, jednak nieco obniżony. Zmieniono też kształt tylnych płetw. Nazwę RSK zawdzięcza przedniemu zawieszeniu, którego konstrukcja była stworzona na kształt litery "K". Zawieszenie z lat 1958-1959 nie miało już takiego układu, ale nazwa pozostała ta sama. Dzięki możliwości ustawienia centralnego kolumny kierownicy i fotela kierowcy, samochód mógł brać udział w wyścigach Formuły 2. Podobnie jak poprzednicy Spyder RSK odnosił liczne sukcesy. Do jednego z największych niewątpliwie należy zaliczyć wyścig 1959 Targa Florio, gdzie pierwsze cztery miejsca zajęły samochody z Zuffenhausen, a najwyższy stopień na podium zajęli startujący na RSK Edgar Behra i Wolfgang Seidel.

## Little Bastard
Podczas zdjęć do Buntownika bez powodu James Dean zmienił swoje dotychczasowe Porsche 356 na model 550. Chcąc nadać mu indywidualny charakter, zlecił wymianę tapicerki, a Dean Jeffries, legendarny pinstriper, namalował numer 130 na drzwiach, masce i pokrywie silnika oraz napis Little Bastard. Gdy James 23 września 1955 roku pokazał samochód Alecowi Guinnessowi usłyszał, że wygląda on złowrogo, a także ostrzeżenie: Jeśli wsiądziesz do tego samochodu, za tydzień znajdą cię w nim martwego. Dean zginął dokładnie 7 dni później w zderzeniu czołowym z Fordem.
Od tego momentu zaczęła krążyć historia o klątwie, gdyż każdy, kto miał kontakt z samochodem lub jego częściami, umierał. George Barris, właściciel warsztatu odpowiedzialny jeszcze za życia Deana za modyfikacje dokonywane w Porsche, kupił wrak samochodu za $2500. Niewiele brakowało, a przypłaciłby ten zakup życiem, gdyż „Mały Drań” zsunął się z lawety wprost na niego, łamiąc mu obie nogi. Po tym wydarzeniu Barris odsprzedał pozostałe po 550 części. Troy McHenry, w którego samochodzie zamontowano części „Małego Drania”, stracił panowanie nad samochodem, uderzył w drzewo i zginął na miejscu. Williamowi Eschrichowi, który miał zamontowany silnik Spydera, niespodziewanie zablokowały się w zakręcie hamulce. Wypadł z drogi, dachując, i cudem uniknął śmierci. Dwie opony wybuchły na prostej drodze podczas jazdy, o mało nie doprowadzając do śmierci kierowcy.
Wieść o przeklętym samochodzie rozniosła się szybko, budząc zainteresowanie dwóch złodziei. Porzucili jednak zamiar kradzieży samochodu, gdy ciężko się poranili podczas próby wymontowania kierownicy i fotela.
George Barris, widząc, jak sprzedawane przez niego części uśmiercają kolejnych właścicieli, postanowił pozbyć się Porsche. Zgodził się jednak na wynajem samochodu na wystawy. Budynek, w którym odbywała się pierwsza, spłonął doszczętnie, jednak płomienie w zaskakujący sposób ominęły „Małego Drania”. Na drugiej wystawie zsunął się on, łamiąc biodro studentowi.
Przewożone z miejsca na miejsce ciężarówkami, preferowało przemieszczanie się na własnych kołach. Za pierwszym razem kierowca transportu stracił panowanie nad pojazdem, wypadł z kabiny i został przygnieciony przez Porsche, które spadło z naczepy. Auto spadło jeszcze dwukrotnie, szczęśliwie nie pociągając za sobą kolejnych ofiar. „Little Bastard” podczas ostatniej podróży, mającej na celu zwrócenie go George’owi Barrisowi, zniknął bez śladu z platformy. Do tej pory nie został odnaleziony.